# Zone pellucide
 (septembre 2013).
Si vous disposez d'ouvrages ou d'articles de référence ou si vous connaissez des sites web de qualité traitant du thème abordé ici, merci de compléter l'article en donnant les références utiles à sa vérifiabilité et en les liant à la section « Notes et références ».

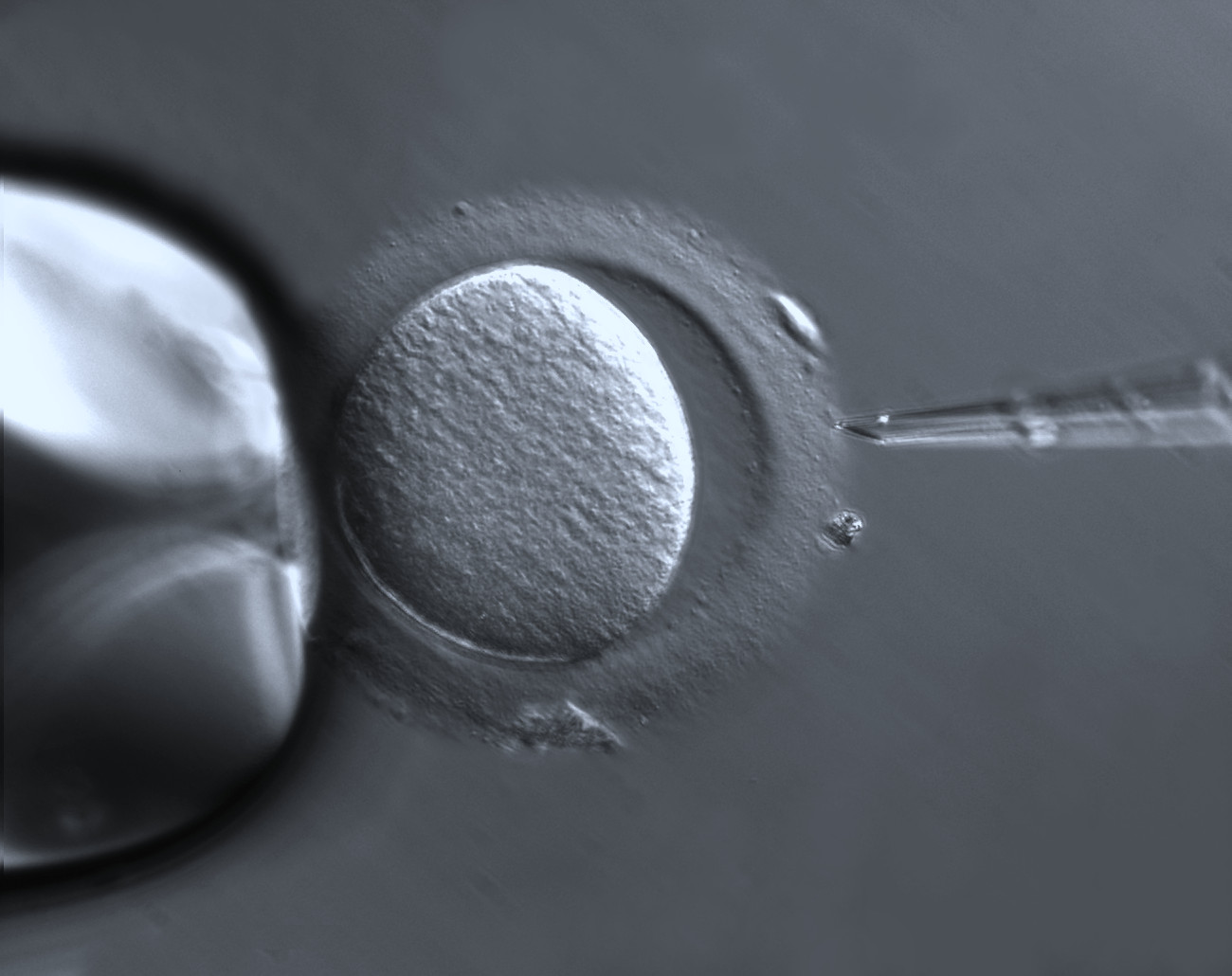
Ovocyte humain avec Zone pellucide, fécondation in vitro (FIV) et techniques de procréation médicalement assistée(ART).(Datation image:24 juin 2016)

La zone pellucide est une matrice extra-cellulaire glycoprotéique sulfatée qui entoure l’ovocyte. Elle est sécrétée par l’ovocyte I au stade du follicule pré-antral et les cellules péri-ovocytaires de la corona radiata.
Dans le follicule pré-ovulatoire, elle est entourée successivement par la granulosa, la membrane de Slavjanski, la thèque interne et la thèque externe.
La capacitation des spermatozoïdes est nécessaire pour qu’ils puissent traverser la zone pellucide et féconder l’ovocyte.

## Constitution
Plusieurs types de glycoprotéines sulfatées s’associent pour former un maillage : ZP2 et ZP3 forment des filaments, et ZP1 les relie entre eux. Il existe un 4ème type, les ZP4, mais on n’en connaît pour l’instant pas le rôle.

## Fonction

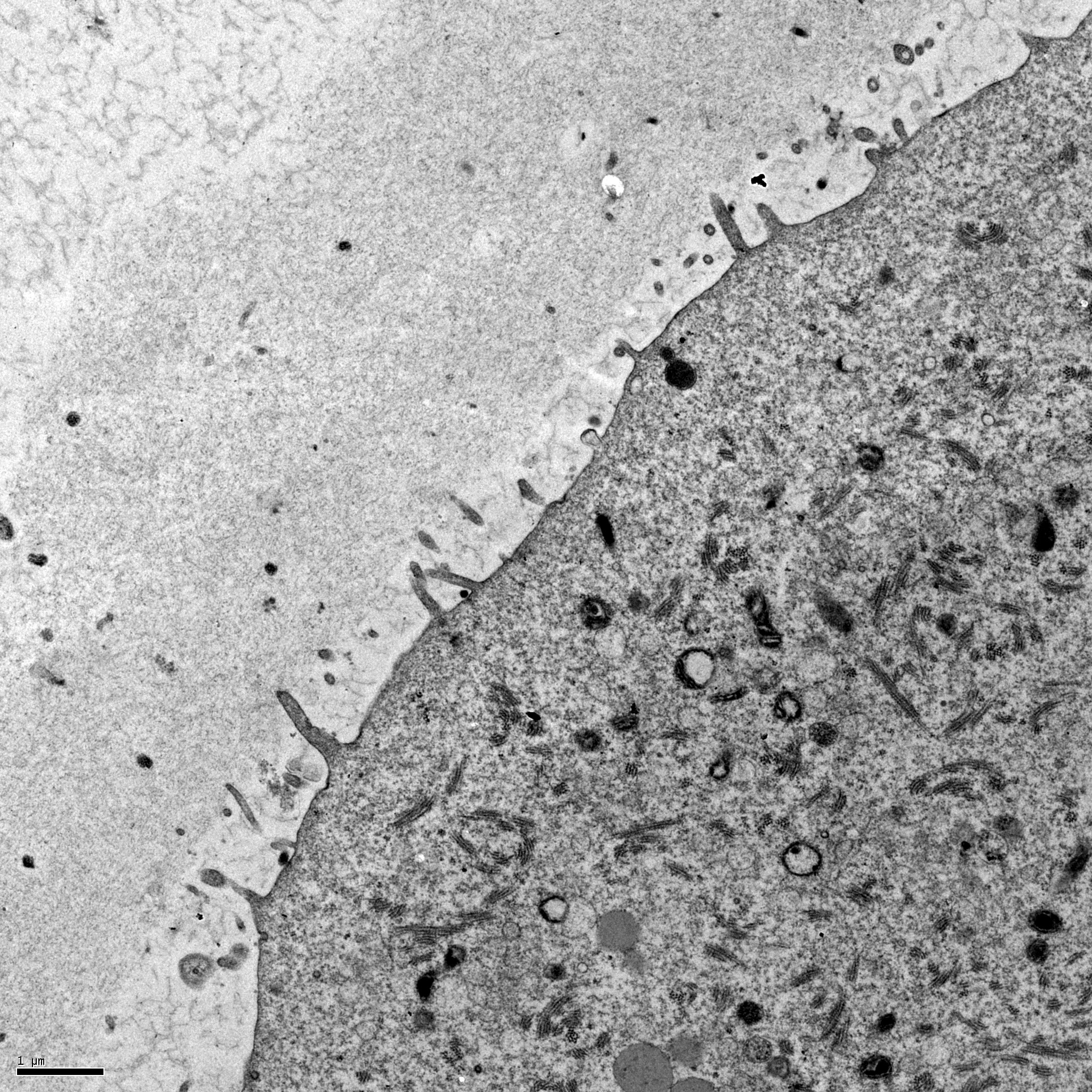
Zone pellucide (humaine)(Datation image:26 mars 2014)

La zone pellucide est essentielle à la survie de l’ovocyte et à la fécondation, elle permet de sélectionner les spermatozoïdes dont la membrane plasmique est intacte et empêche la fécondation croisée (inter espèces). Elle facilite également la migration tubaire de l'ovocyte en évitant une implantation dans les trompes. Chez les mammifères, la glycoprotéine sulfatée ZP3 permet la liaison d'un spermatozoïde sur l'ovocyte de la même espèce ; cette liaison est réversible et déclenche la réaction acrosomiale. À la suite de cette réaction, la membrane interne de l'acrosome se lie de façon irréversible à ZP2. Enfin, des enzymes protéolytiques libérées de l'acrosome assurent une digestion partielle de la zone pellucide permettant aux spermatozoïdes de la traverser. L'action de ces enzymes n'est pas nécessaire et suffisante, le mouvement hyperactivé est quant à lui primordial[réf. souhaitée], les enzymes acrosomiques ne permettent que de rendre plus « facile » la traversée de la zone pellucide grâce au mouvement hyperactivé.
Lors de l'entrée d'un spermatozoïde dans l'ovocyte, une cascade de réactions se répercutant sur la zone pellucide est déclenchée. Il en découle tout d'abord une augmentation de la concentration en calcium intracellulaire de l'ovocyte ce qui produit la réaction corticale. Celle-ci correspond à la libération par exocytose dans l'espace péri-vitellin des enzymes lysosomales contenues dans les granules corticaux de l'ovocyte. Ces enzymes restructurent les glycoprotéines sulfatées de la zone pellucide, ainsi :
- ZP3 est modifiée et devient inapte à fixer de nouveau spermatozoïdes ;
- ZP2 est clivée par une protéine appelée ovastacine[2];
- ZP1 dégradée.

Cette restructuration des glycoprotéines permet d'éviter la polyspermie.